# Big E
Ettore Ewen, meglio conosciuto come Big E (Tampa, 1º marzo 1986), è un wrestler statunitense sotto contratto con la WWE.
In WWE ha detenuto una volta il WWE Championship, una volta l'NXT Championship, due volte l'Intercontinental Championship, due volte il Raw Tag Team Championship e sei volte lo SmackDown Tag Team Championship (in entrambi i casi con Kofi Kingston e Xavier Woods), risultando di conseguenza il 33° vincitore del Triple Crown. Ha inoltre vinto l'edizione 2021 del Money in the Bank.

## Carriera

### WWE (2009–presente)

#### Florida Championship Wrestling (2009–2012)
Ewen firmò un contratto con la WWE nel 2009 debuttando nella Florida Championship Wrestling, territorio di sviluppo della stessa federazione, come Big E Langston. Il 12 maggio 2011 Langston e Calvin Raines sconfissero Richie Steamboat e Seth Rollins vincendo l'FCW Florida Tag Team Championship ma li persero il 21 luglio dello stesso anno contro CJ Parker e Donny Marlow. Durante i WrestleMania Axxess nell'aprile del 2012, Langston sconfisse Antonio Cesaro.

#### NXT(2012–2013)
Nella puntata di NXT del 18 luglio, viene mandato in onda un promo proprio su Ettore Ewen, che sarà prossimo al debutto nel roster con il ring name sarà Big E Langston. Nell'edizione di NXT del 1º agosto, Langston fa il suo esordio in WWE, sconfiggendo Adam Mercer. Inizia una breve rivalità con Camacho, con tutti match vinti dal colosso Langston. Il 10 gennaio sconfigge Seth Rollins in un No Disqualification match e conquista l'NXT Championship. Il 23 gennaio, dopo aver battuto Axl Keegan, viene sfidato dal rientrante Conor O'Brian per l'NXT Championship. Il match si tiene nell'edizione pre-WrestleMania di NXT, dove Langston mantiene il titolo. Dopo aver battuto anche Brad Maddox e Damien Sandow per la difesa del titolo perde il NXT Championship contro Bo Dallas il 14 giugno 2013.

#### Alleanza con Dolph Ziggler e AJ Lee (2012–2013)

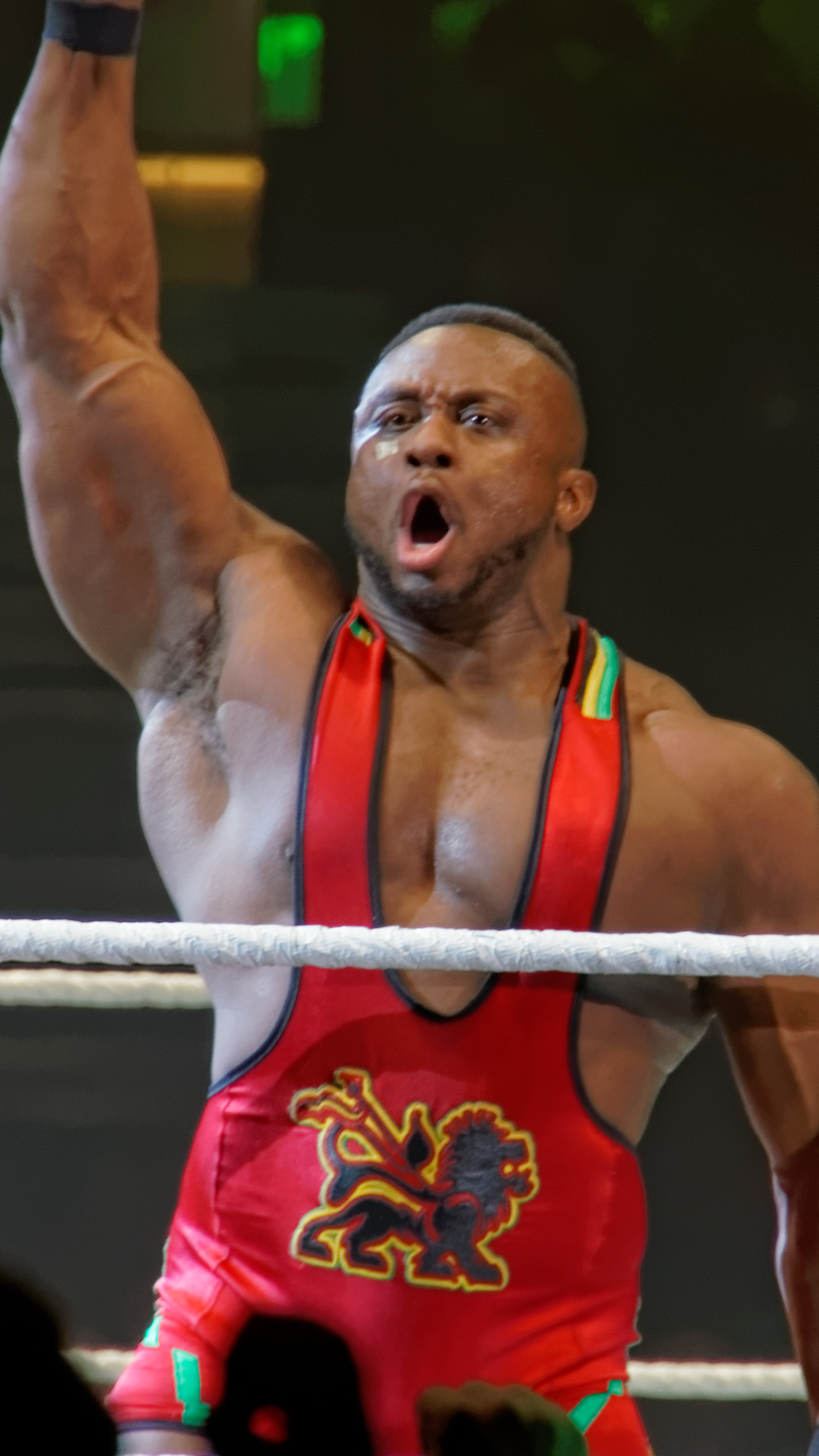
Big E nel 2013

Langston ha fatto il suo debutto nel roster principale della WWE il 17 dicembre 2012 a Raw, quando ha attaccato John Cena per poi allearsi con AJ Lee e Dolph Ziggler diventando la loro bodyguard. Il 7 aprile 2013 a WrestleMania 29, Langston e Ziggler hanno perso contro il Team Hell No, in un match valido per i WWE Tag Team Championship. Langston ha combattuto il suo primo match singolo a Raw la notte seguente, sconfiggendo Bryan.
Dopo che Ziggler ha subìto una concussione nel mese di maggio, Langston ha combattuto nella best-of-five series contro il rivale di Ziggler, Alberto Del Rio per il World Heavyweight Championship, in cui Del Rio ha vinto la serie sul 3-2. Il 10 giugno a Raw, Langston si è rivelato essere l'ammiratore segreto della Divas Champion Kaitlyn; ciò si è rivelato essere un piano di AJ Lee in modo da umiliare Kaitlyn. Langston e la Lee hanno continuato ad imitare Kaitlyn nelle settimane seguenti, fino a quando AJ Lee ha vinto il Divas Championship a Payback. Nella puntata di Raw del 14 luglio, Ziggler ha terminato la sua relazione con AJ Lee, il quale ha portato Langston ad attaccarlo più tardi nella stessa sera. Il 29 luglio a Raw, Langston è stato sconfitto da Ziggler per squalifica dopo che la Lee ha interferito attaccando Ziggler. nel rematch della settimana successiva, Langston ha sconfitto Ziggler in seguito a una distrazione da parte di AJ Lee e Kaitlyn. Il 18 agosto a SummerSlam, Langston ed AJ Lee sono stati sconfitti da Ziggler e Kaitlyn in un mixed tag team match, terminando la loro faida. Dopo la sconfitta, Langston ha terminato la sua alleanza con AJ Lee iniziando a combattere da solo.

#### Intercontinental Champion (2013–2014)
Nella puntata di SmackDown del 18 ottobre viene sconfitto da CM Punk. A fine match, Paul Heyman sbeffeggia Langston mentre Curtis Axel e Ryback cercano di aggredire Punk, ma Big E si schiera dalla parte di quest'ultimo, salvandolo ed effettuando un Turn Face. Nella puntata di Raw del 21 ottobre, sconfigge in coppia con CM Punk gli uomini di Paul Heyman, Curtis Axel e Ryback. Più tardi in serata, viene annunciato che Big E affronterà Curtis Axel il 27 ottobre nel KickOff di Hell in a Cell con in palio l'Intercontinental Championship. Ad Hell in a Cell, viene annunciato che Axel ha subito un infortunio e durante il kickoff, Langston sfida Dean Ambrose in un match valido per il WWE United States Championship vincendo per countout. Nella puntata di Raw successiva al PPV, avviene il Rematch tra Langston e Ambrose per lo United States Championship ma il match termina in squalifica in favore di Langston a causa dell'interferenza di Roman Reigns e Seth Rollins, ma, durante l'attacco al colosso, gli Usos intervengono a favore di quest'ultimo, tanto che viene sancito un 6-man tag team match in cui Big E Langston, insieme agli Usos affronterà lo Shield, dove a vincere è proprio il team di Ambrose, Reigns e Rollins. Nella puntata di Raw del 4 novembre viene scelto a votazione come sfidante del campione WWE Randy Orton, perde il match dopo un'ottima prestazione.
Nell'edizione di Raw del 18 novembre 2013 Big E Langston sconfigge Curtis Axel laureandosi Intercontinental Champion. A Survivor Series mantiene il titolo sconfiggendo nel rematch Axel. Nella puntata di WWE SmackDown del 6 dicembre sconfigge Fandango. A TLC Big E Langston mantiene il titolo intercontinentale sconfiggendo Damien Sandow. Nella puntata di RAW del 30 dicembre sconfigge Fandango dopo un match con in palio l'Intercontinental Championship. Alla Royal Rumble Langston partecipa al royal rumble match con il numero 29 ma viene eliminato da Sheamus. A Elimination Chamber Big E sconfigge Jack Swagger mantenendo l'Intercontinental Championship. Nella puntata di WWE Main Event del 26/03/14 Big E mantiene il titolo intercontinentale sconfiggendo Dolph Ziggler. A WrestleMania XXX partecipa alla Battle Royal dedicata alla memoria di André The Giant non riuscendo a vincerla. Ad Extreme Rules perde il titolo ai danni di Bad News Barrett. Nell'edizione di Raw successiva al PPV viene sconfitto da Bad News Barrett non riuscendo a conquistare il titolo intercontinentale. A Payback viene sconfitto da Rusev. Nella puntata di Raw del 20 giugno sconfigge Damien Sandow. A Money in the Bank viene sconfitto di nuovo da Rusev. Il 25 luglio a SmackDown perde contro i RybAxel insieme a Kofi Kingston e si unisce alla stable di Xavier Woods. Il 16 settembre a Main Event, viene sconfitto da Seth Rollins.

#### The New Day (2014–2020)

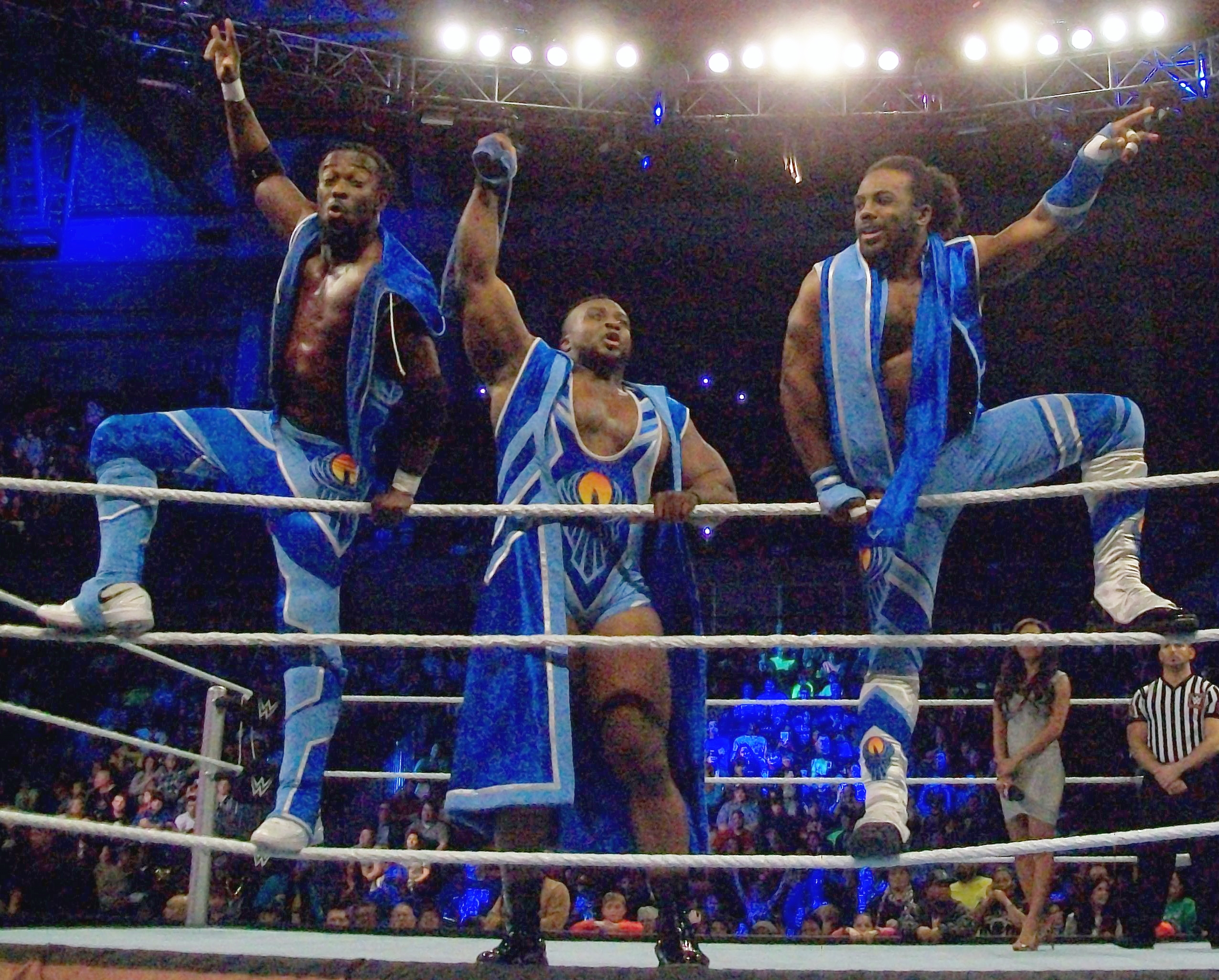
Big E (al centro) con Kofi Kingston e Xavier Woods nel 2015

Nella puntata di SmackDown del 28 novembre debutta nella stable New Day insieme a Kofi Kingston e Xavier Woods sconfiggendo Curtis Axel, Heath Slater e Titus O'Neil; nella puntata di SmackDown del 12 dicembre sconfigge Goldust. A TLC: Tables, Ladders & Chairs, insieme a Kofi Kingston, sconfigge Goldust e Stardust. Alla Royal Rumble prende parte al Royal Rumble match entrando con il numero 20, ma viene eliminato da Rusev. Nella puntata di Raw del 9 marzo insieme a Xavier Woods sconfigge i WWE Tag Team Champions, Cesaro e Tyson Kidd. La settimana successiva, a Raw, in coppia con Kofi Kingston viene sconfitto da Cesaro e Kidd.
A WrestleMania 31 Big E e Kingston prendono parte al Fatal Four-Way Tag Team match valido per il WWE Tag Team Championship, che includeva anche gli Usos e i Los Matadores, non riuscendo a conquistare i titoli. Il 20 aprile, a Raw, Big E e Kingston vincono un match contro i Lucha Dragons e diventano i primi sfidanti ai titoli di coppia detenuti da Cesaro e Tyson Kidd. A Extreme Rules conquistano il WWE Tag Team Championship sconfiggendo Cesaro e Tyson Kidd. A Payback Big E e Kingston difendono nuovamente il titolo in un match contro i campioni uscenti e si confermano a Elimination Chamber, dove battono in un Elimination Chamber match Cesaro e Tyson Kidd, i Prime Time Players, i Los Matadores, gli Ascension  e i Lucha Dragons.
A Money in the Bank perdono i titoli per mano dei Prime Time Players; in quest'occasione i campioni erano Big E e Woods, poiché Kingston aveva già partecipato, durante il pay-per-view, al Ladder match con in palio la valigetta del Money in the Bank. A Battleground non sono riusciti a battere i campioni di coppia dei Prime Time Players. Hanno partecipato al Fatal Four-way match il 23 agosto a SummerSlam con in palio i titoli di coppia che comprendeva anche i detentori Prime Time Players, i Lucha Dragons e i Los Matadores e il New Day è riuscito a rivincere i titoli. Dopo aver sconfitto i Prime Time Players nella puntata di Raw del 14 settembre, Big E e Kingston hanno iniziato una faida con i rientranti Dudley Boyz, che hanno affrontato in tre diverse occasioni: a Night of Champions e a WWE Live from Madison Square Garden, dove hanno perso entrambi i match per squalifica e pertanto sono rimasti campioni; a Hell in a Cell, invece, Big E e Kingston hanno sconfitto i Dudley Boyz. Big E ha avuto l'opportunità di conquistare lo United States Championship affrontando il campione John Cena il 5 ottobre a Raw ma il match è stato vinto da quest'ultimo. Alle Survivor Series, insieme a King Barrett e Sheamus, il New Day è stato sconfitto in un Survivor Series elimination tag team match dagli Usos e i Lucha Dragons e Ryback. Big E e Kingston hanno difeso con successo il titolo anche a TLC: Tables, Ladders and Chairs, dove hanno sconfitto gli Usos e i Lucha Dragons in un triple threat tag team ladder match. Dopo aver difeso con successo il titolo in match separati contro i Lucha Dragons (nella puntata di SmackDown! del 22 dicembre) e gli Usos (alla Royal Rumble),
Il 15 febbraio Big E ha sconfitto Mark Henry dopo che questi, nella puntata di Raw dell'8 febbraio, aveva abbandonato i New Day in un match contro i Dudley Boyz e gli Usos, causando la loro sconfitta. A partire da Fastlane, durante il Cutting Edge Peep Show condotto da Edge e Christian i membri della New Day hanno iniziato a prendere in giro quelli della League of Nations, effettuando un turn face: ciò ha portato i membri della League of Nations a interrompere il segmento. Big E e Kingston hanno difeso con successo il titolo anche nella puntata di Raw del 7 marzo, quando hanno sconfitto AJ Styles e Chris Jericho. Nel mese di marzo i membri del New Day hanno continuato a prendere in giro quelli della League of Nations attraverso dei video parodia e le due fazioni si sono sfidate in un tag team match valido per il WWE Tag Team Championship a Roadblock, dove Big E e Kingston hanno sconfitto Sheamus e Barrett, ripetendosi anche la sera dopo a Raw, quando Big E e Woods hanno sconfitto Rusev e Del Rio, il che ha portato la League of Nations ad attaccare il New Day al termine del match, con la rivalità tra le due fazioni che è culminata a WrestleMania 32, dove Big E, Kingston e Woods sono stati sconfitti da Sheamus, Del Rio e Rusev in un match non titolato, rifacendosi però nella puntata di Raw successiva, quando Big E e Kingston hanno nuovamente difeso con successo il titolo contro Sheamus e Barrett.
Chiusa la faida con la League of Nations, il New Day ne ha iniziata una con i debuttanti Vaudevillains, i quali hanno sconfitto (a tavolino) Enzo Amore e Colin Cassady a Payback il 1º maggio, diventando gli sfidanti ai titoli di coppia. Il New Day ha dunque iniziato a prendere in giro i Vaudevillains nella puntata di Raw del 16 maggio e questi due hanno attaccato il trio. Il 22 maggio a Extreme Rules Big E e Woods hanno difeso con successo i titoli contro i Vaudevillains. Nella puntata di Raw del 30 maggio Kingston e Big E hanno sconfitto i Vaudevillains per squalifica a causa dell'intervento di Karl Anderson e Luke Gallows ai loro danni. Infatti, nella puntata di Raw del 6 giugno, il New Day ha affrontato il The Club (composto oltre che da Gallows e Anderson anche da AJ Styles) in un 6-man Tag Team match ma è stato sconfitto. Il 19 giugno a Money in the Bank Kingston e Big E hanno difeso con successo i titoli in un Fatal 4-Way Tag Team match che includeva anche Karl Anderson e Luke Gallows, Enzo Amore e Big Cass e i Vaudevillains. Il 19 luglio il New Day ha raggiunto e superato il record del regno più lungo come campioni (il precedente primato apparteneva a Paul London e Brian Kendrick con 331 giorni).
Con la Draft Lottery avvenuta nella puntata di SmackDown del 19 luglio, il New Day è stato trasferito nel roster di Raw e con tutto il gruppo anche i WWE Tag Team Championships. Il 24 luglio a Battleground il New Day è stato sconfitto dalla Wyatt Family in un 6-man tag team match non titolato. Nella puntata di Raw del 1º agosto Big E e Kingston hanno trionfato su Karl Anderson e Luke Gallows in un match non titolato ma, nel post match, i due avversari hanno brutalmente attaccato Big E, infortunandolo all'inguine (kayfabe). Nella successiva puntata di Raw dell'8 agosto è stato annunciato che Kingston e Woods, privi dell'infortunato Big E, dovranno affrontare Luke Gallows e Karl Anderson a SummerSlam con in palio i WWE Tag Team Championships. Il 21 agosto a SummerSlam Anderson e Gallows hanno sconfitto Kingston e Woods per squalifica a causa dell'intervento del rientrante Big E, facendo sì che il New Day mantenesse i titoli. La successiva sera, a Raw, Big E ha sconfitto Karl Anderson. Il 25 settembre a Clash of Champions Big E e Kingston hanno difeso con successo i titoli contro Anderson e Gallows. La scena si è ripetuta anche la sera dopo a Raw, quando Big E e Kingston hanno nuovamente difeso con successo i titoli contro Anderson e Gallows. In seguito il New Day ha iniziato una faida con l'improbabile alleanza formata da Cesaro e Sheamus: nella puntata di Raw del 17 ottobre Big E ha sconfitto Sheamus. Tuttavia, nella puntata di Raw del 24 ottobre, Big E e Kingston sono stati sconfitti da Cesaro e Sheamus in un match non titolato. Il 30 ottobre a Hell in a Cell Cesaro e Sheamus hanno sconfitto Big E e Woods per squalifica ma il New Day ha comunque mantenuto i titoli. Il 20 novembre, a Survivor Series, Big E e Kingston hanno preso parte ad un 10-on-10 Traditional Survivor Series Tag Team Elimination match come membri e capitani del Team Raw che ha sconfitto il Team SmackDown (anche se Big E e Woods sono stati eliminati subito dagli Usos). Nella puntata di Raw del 21 novembre Big E e Kingston hanno difeso con successo i titoli contro Cesaro e Sheamus grazie ad una distrazione di Woods. Nella puntata di Raw del 28 novembre Big E e Woods hanno difeso con successo i titoli contro Luke Gallows e Karl Anderson. Nella puntata di Raw del 12 dicembre Big E e Kingston hanno difeso con successo i titoli in un Triple Threat Tag Team match che comprendeva anche Cesaro e Sheamus e Luke Gallows e Karl Anderson; Kingston ha schienato Anderson dopo che questi era stato colpito dal Brogue Kick di Sheamus, mentre Big E ha tenuto bloccato Cesaro. Più tardi, quella stessa sera, Big E e Woods hanno difeso con successo i titoli in un altro Triple Threat Tag Team match che includeva stavolta i Jeri-KO (Chris Jericho e il WWE Universal Champion Kevin Owens) e lo United States Champion Roman Reigns e Seth Rollins; in questo caso Woods ha schienato Jericho dopo che questi era stato colpito dal Pedigree di Rollins, mentre Big E ha tenuto fermo lo stesso Rollins. Dopo 479 giorni di regno, i membri del New Day sono diventati i campioni di coppia più longevi della storia della WWE, avendo superato il record dei Demolition, che avevano detenuto l'ormai soppresso World Tag Team Championship per appunto 478 giorni. Il 18 dicembre, a Roadblock: End of the Line, Big E e Kingston sono stati sconfitti da Cesaro e Sheamus, perdendo i titoli dopo 483 giorni di regno. Nella puntata di Raw del 26 dicembre Kingston e Woods hanno affrontato Cesaro e Sheamus per il WWE Raw Tag Team Championship ma sono stati sconfitti. Nella puntata di Raw del 16 gennaio Big E ha sconfitto Titus O'Neil, salvando il posto suo e dei suoi compagni del New Day nella Royal Rumble. Nella puntata di Raw del 23 gennaio Big E e Kingston insieme a Enzo Amore e Big Cass sono stati sconfitti da Titus O'Neil, Rusev, Jinder Mahal e Braun Strowman. Il 29 gennaio Big E ha partecipato al Royal Rumble match dell'omonimo pay-per-view entrando col numero 17 ma è stato eliminato da Cesaro e Sheamus insieme a Kingston e Woods. Nella puntata di Raw del 6 febbraio Big E e Woods hanno sconfitto gli Shining Stars. Nella puntata di Main Event del 5 febbraio il New Day ha sconfitto gli Shining Stars e Titus O'Neil. Nella puntata di Raw del 20 febbraio Big E e Kingston hanno sconfitto Rusev e Jinder Mahal. Nella puntata di Raw del 27 febbraio Big E e Woods hanno sconfitto Jinder Mahal e Rusev. Nella puntata di Raw del 6 marzo Big E e Kingston hanno sconfitto gli Shining Stars. Nella puntata di Raw del 3 aprile Big E e Woods sono stati sconfitti dai debuttanti Revival. La scena si è ripetuta anche la settimana dopo, il 10 aprile a Raw, quando i Revival hanno sconfitto nuovamente Big E e Woods. Con lo Shake-up dell'11 aprile l'intero New Day è stato trasferito nel roster di SmackDown senza tuttavia debuttare a causa dell'infortunio di Kingston; sono state, invece, mandate delle vignette per pubblicizzare il debutto del trio. Il New Day ha debuttato ufficialmente a SmackDown il 30 maggio, dove hanno avuto un confronto con i WWE SmackDown Tag Team Champions, gli Usos, annunciando loro che il General Manager Shane McMahon li ha inseriti in un match a Money in the Bank per i titoli di coppia. Nella puntata di SmackDown del 6 giugno Big E e Woods hanno sconfitto i Colóns. Il 18 giugno, a Money in the Bank, Big E e Kingston hanno affrontato gli Usos per il WWE SmackDown Tag Team Championship ma hanno vinto l'incontro per count-out e senza dunque il cambio di titolo. Nella puntata di SmackDown del 20 giugno Big E ha sconfitto Jimmy Uso. Il 23 luglio, a Battleground, Kingston e Woods hanno sconfitto gli Usos conquistando così il WWE SmackDown Tag Team Championship per la prima volta; anche in questo caso, nonostante Kingston e Woods abbiano vinto il titolo, anche Big E è stato riconosciuto come campione sotto la "Freebird Rule". Il 20 agosto, nel Kick-off di SummerSlam, Big E e Woods hanno perso i titoli contro gli Usos dopo 28 giorni di regno. Nella puntata di SmackDown del 29 agosto Big E e Kingston sono stati sconfitti dagli Usos. Nella puntata di Sin City SmackDown Live del 12 settembre Big E e Kingston hanno sconfitto gli Usos in un Sin City Street Fight, conquistando così il WWE SmackDown Tag Team Championship per la seconda volta. Big E e Kingston hanno vinto il match, ma anche Woods è riconosciuto come campione sotto la "Freebird Rule". Nella puntata di SmackDown del 19 settembre Big E e Kingston hanno sconfitto gli Hype Bros in un match non titolato. L'8 ottobre, a Hell in a Cell, Big E e Woods hanno perso i titoli contro gli Usos in un Tag Team Hell in a Cell match, interrompendo il loro regno durato 26 giorni. Nella puntata di SmackDown del 31 ottobre Big E è stato sconfitto da Rusev a causa di una distrazione di Aiden English. Nella puntata di SmackDown del 14 novembre il match tra Big E e Xavier Woods contro Kevin Owens e Sami Zayn è terminato in no-contest a causa dell'intervento dello Shield e di tutti i membri del roster di Raw. Il 19 novembre, a Survivor Series, il New Day è stato sconfitto dallo Shield. Nella puntata di SmackDown del 21 novembre Big E e Kingston sono stati sconfitti da Kevin Owens e Sami Zayn in un Lumberjack match. Nella puntata di SmackDown del 5 dicembre Big E e Kingston sono stati sconfitti da Aiden English e Rusev. Il 17 dicembre, a Clash of Champions, Big E e Kingston hanno partecipato ad un Fatal 4-Way Tag Team match per il WWE SmackDown Tag Team Championship che includeva anche Aiden English e Rusev, Chad Gable e Shelton Benjamin e i campioni, gli Usos, ma il match è stato vinto da questi ultimi. Nella puntata di SmackDown del 26 dicembre Big E e Woods hanno preso parte ad un Triple Threat Tag Team match per determinare gli sfidanti al WWE SmackDown Tag Team Championship degli Usos che comprendeva anche Aiden English e Rusev e Chad Gable e Shelton Benjamin ma il match è stato vinto da questi ultimi. Il 28 gennaio, alla Royal Rumble, Big E ha partecipato all'omonimo match entrando col numero 9 ma è stato eliminato da Jinder Mahal. Nella puntata di SmackDown del 13 febbraio Big E e Kingston hanno sconfitto Chad Gable e Shelton Benjamin. Nella puntata di SmackDown del 20 febbraio Big E e Woods hanno sconfitto Chad Gable e Shelton Benjamin, guadagnando l'opportunità di affrontare gli Usos per il WWE SmackDown Tag Team Championship a Fastlane. Nella puntata di SmackDown del 13 marzo Big E e Jimmy Uso sono stati sconfitti dai Bludgeon Brothers. Nella puntata di SmackDown del 27 marzo Big E e Woods sono stati sconfitti dai Bludgeon Brothers per squalifica a causa dell'intervento degli Usos. L'8 aprile, a WrestleMania 34, Big E e Kingston hanno partecipato ad un Triple Threat Tag Team match per il WWE SmackDown Tag Team Championship che includeva anche i campioni, gli Usos, e i Bludgeon Brothers ma il match è stato vinto da questi ultimi. Nella puntata di SmackDown del 10 aprile Big E e Woods hanno affrontato gli Usos per determinare gli sfidanti al WWE SmackDown Tag Team Championship dei Bludgeon Brothers ma sono stati sconfitti. Il 27 aprile, a Greatest Royal Rumble, Big E ha partecipato al Royal Rumble match a 50 uomini entrando col numero 31 ma è stato eliminato da Braun Strowman. Nella puntata di SmackDown del 15 maggio Big E e Woods hanno sconfitto Cesaro e Sheamus, guadagnando la possibilità di scegliere un solo membro del loro team da inserire nel Money in the Bank Ladder match. Nella puntata di SmackDown del 22 maggio Big E è stato sconfitto da The Miz a causa della distrazione di Cesaro e Sheamus. Nella puntata di SmackDown del 29 maggio il New Day ha sconfitto Cesaro, Sheamus e The Miz. Nella puntata di SmackDown del 5 giugno il New Day ha sconfitto The Miz, Rusev e Samoa Joe. Nella puntata di SmackDown del 19 giugno Big E ha partecipato ad un Gauntlet match per determinare lo sfidante al WWE Championship di AJ Styles ma è stato eliminato da Daniel Bryan. Nella puntata di SmackDown del 10 luglio il New Day e il Team Hell No hanno sconfitto i Bludgeon Brothers e i SAnitY. Il 15 luglio, nel Kick-off di Extreme Rules, il New Day è stato sconfitto dai SAni†Y in un Tables match. Nella puntata di SmackDown del 24 luglio Big E e Woods hanno sconfitto Alexander Wolfe e Killian Dain dei SAnitY nella semifinale di un torneo per determinare gli sfidanti al WWE SmackDown Tag Team Championship dei Bludgeon Brothers. Nella puntata di SmackDown del 21 agosto Kingston e Woods hanno sconfitto i Bludgeon Brothers in un No Disqualification match conquistando così il WWE SmackDown Tag Team Championship per la terza volta. Dopo che Big E e Kingston hanno difeso i titoli contro i Rusev Day (Aiden English e Rusev) nel Kick-off di Hell in a Cell, e Kingston e Woods contro Cesaro e Sheamus il 6 ottobre a Super Show-Down, nella puntata di SmackDown 1000 Big E e Woods hanno perso le cinture contro Cesaro e Sheamus (grazie anche all'intervento di Big Show) dopo 56 giorni di regno. Nella puntata di SmackDown del 29 gennaio 2019 Big E e Kingston hanno partecipato ad Four Corners Elimination match che comprendeva anche i The Bar, gli Heavy Machinery e gli Usos per determinare gli sfidanti al WWE SmackDown Tag Team Championship di The Miz e Shane McMahon per Elimination Chamber ma sono stati eliminati dagli Heavy Machinery. Il 23 giugno, a Stomping Grounds, Big E e Woods sono stati sconfitti da Kevin Owens e Sami Zayn. Nella puntata di SmackDown del 2 luglio Big E è stato sconfitto da Daniel Bryan. Il 14 luglio, a Extreme Rules, Big E e Woods hanno conquistato lo SmackDown Tag Team Championship per la quarta volta contro Daniel Bryan e Rowan in un Triple Threat Tag Team match che comprendeva anche gli Heavy Machinery. Nella puntata di Raw del 15 luglio Big E ha partecipato ad una 10-man Battle Royal per determinare lo sfidante di Brock Lesnar per l'Universal Championship a SummerSlam ma è stato eliminato da Sami Zayn. Nella puntata di Raw del 5 agosto Big E, Woods e Ricochet sono stati sconfitti dall'O.C.. Nella puntata di SmackDown del 6 agosto Big E e Woods hanno sconfitto Daniel Bryan e Rowan per squalifica in un match non titolato. Il 15 settembre, a Clash of Champions, Big E e Woods hanno perso i titoli contro i Revival dopo 63 giorni di regno. Nella puntata di SmackDown dell'8 novembre Big E e Kingston hanno sconfitto i Revival conquistando così lo SmackDown Tag Team Championship per la quinta volta come team. Nella puntata di SmackDown del 29 novembre Big E e Kingston hanno difeso con successo il titolo contro Cesaro e l'Intercontinental Champion Shinsuke Nakamura. Nella puntata di SmackDown del 17 gennaio Big E è stato sconfitto da John Morrison. Il 27 febbraio, a Super ShowDown, Big E e Kingston hanno perso i titoli contro John Morrison e The Miz dopo 111 giorni di regno. Nella puntata di SmackDown del 17 aprile il solo Big E ha conquistato per la sesta volta lo SmackDown Tag Team Championship sconfiggendo il campione The Miz (detentore della cintura insieme a John Morrison) in un Triple Threat match che comprendeva anche Jey Uso (per gli Usos), e così facendo anche Kofi Kingston e Xavier Woods fossero riconosciuti come campioni.Subito dopo il match Kofi Kingston e Xavier Woods si mettono in contatto con Big E via Skype per congratularsi con lui nel bel mezzo della puntata. Il 10 maggio, a Money in the Bank, Big E e Kingston hanno difeso con successo i titoli in un Fatal 4-Way Tag Team match che comprendeva anche i Forgotten Sons, John Morrison e The Miz e i Lucha House Party (Gran Metalik e Lince Dorado). Nella puntata di SmackDown del 5 giugno Big E, Kingston e Shorty G hanno sconfitto Cesaro, Mojo Rawley e Shinsuke Nakamura. Nella puntata di SmackDown del 12 giugno Big E e Kofi Kingston sono stati sconfitti da Cesaro e Shinsuke Nakamura in un match non titolato. Nella puntata di SmackDown del 19 giugno Big E e Kingston hanno sconfitto Gran Metalik e Lince Dorado dei Lucha House Party in un match non titolato. Nella puntata di SmackDown del 10 luglio Big E e Kingston hanno difeso i titoli contro Cesaro e Shinsuke Nakamura dopo che l'incontro è terminato in no-contest. Nella puntata di SmackDown del 17 luglio Big E è stato sconfitto da Cesaro. Il 19 luglio, a The Horror Show at Extreme Rules, Big E e Kingston hanno perso i titoli contro Cesaro e Shinsuke Nakamura in un Tables match dopo 93 giorni di regno.
Nella puntata di SmackDown del 31 luglio 2020 Big E, a seguito degli infortuni di Kingston Woods iniziò a lottare in singolo. Il 30 agosto, a Payback, Big E sconfisse Sheamus. Nella puntata di SmackDown del 9 ottobre Big E sconfisse nuovamente Sheamus in un Falls Count Anywhere match; poco più tardi, quella sera, Kingston e Woods sono ritornati riconquistando lo SmackDown Tag Team Championship e poco dopo passarono a Raw per effetto del Draft mentre Big E fu riconfermato a SmackDown segnando di fatto l'allontanamento di Big E dalla stable. Nella puntata di SmackDown del 16 ottobre 2020 il New Day ha sconfitto Cesaro, Sheamus e Shinsuke Nakamura segnando l'ultimo match definitivo a SmackDown e l'ultimo match definitivo di Big E come membro della stable.

#### Intercontinental Champion e Mr. Money in the Bank (2020–2021)
Il 20 dicembre, nel Kick-off di TLC: Tables, Ladders & Chairs, Big E, Chad Gable, Daniel Bryan e Otis sconfissero Cesaro, King Corbin, Sami Zayn e Shinsuke Nakamura. Nella puntata di SmackDown del 22 dicembre (andata in onda il 25 dicembre 2020) Big E sconfisse Sami Zayn in un Lumberjack match conquistando l'Intercontinental Championship per la seconda volta. Nella puntata di SmackDown dell'8 gennaio 2021 Big E difese con successo il titolo contro Apollo Crews. Nella puntata di SmackDown del 22 gennaio Big E affrontò nuovamente Crews per difendere il titolo intercontinentale ma venne sconfitto per squalifica a causa dell'intervento di Sami Zayn, senza dunque il cambio di titolo. Nella puntata di SmackDown del 5 febbraio Big E difese con successo il titolo contro Apollo Crews e Sami Zayn in un Triple Threat match. Nella puntata di SmackDown del 12 febbraio Big E difese con successo il titolo contro Shinsuke Nakamura per squalifica a causa dell'intervento di Apollo Crews. Nella puntata di SmackDown del 12 marzo Big E difese con successo il titolo contro Sami Zayn. Il 21 marzo, a Fastlane, Big E difese con successo il titolo contro Apollo Crews, ma perse il titolo nella rivincita, avvenuta l'11 aprile nella seconda serata di WrestleMania 37 in un Nigerian Drum Fight. Successivamente, nella puntata di SmackDown del 26 maggio, Big E tentò di riconquistare la cintura intercontinentale in un Fatal 4-Way match contro Crews, Kevin Owens e Sami Zayn ma il match venne vinto dal primo, anche dopo che Aleister Black attaccò brutalmente lo stesso Big E (la faida tra i due tuttavia non proseguì a seguito del licenziamento di Black). Nella puntata di SmackDown del 25 giugno Big E sconfisse Crews in un match non titolato, qualificandosi per il Money in the Bank Ladder match. Il 18 luglio, a Money in the Bank, Big E vinse l'omonimo incontro sconfiggendo Drew McIntyre, John Morrison, Kevin Owens, King Nakamura, Ricochet, Riddle e Seth Rollins, conquistando la valigetta. Il 21 agosto, nel kickoff di SummerSlam, Big E trionfò su Baron Corbin (che due settimane prima gli aveva rubato la valigetta del Money in the Bank).

#### WWE Champion e varie faide (2021–2022)
Nella puntata di Raw del 13 settembre Big E incassò il Money in the Bank su Bobby Lashley, dopo che questi aveva difeso il WWE Championship contro Randy Orton, conquistando il suddetto titolo per la prima volta, divenendo inoltre 33° Triple Crown Champion e passando di fatto al roster di Raw, riunendosi poi al New Day con Kofi Kingston e Xavier Woods. Il 26 settembre, ad Extreme Rules, il New Day sconfisse AJ Styles, Omos e Bobby Lashley. La sera dopo, a Raw, Big E mantenne il titolo contro Lashley in uno Steel Cage match. Il 1º ottobre, per effetto del Draft, Big E passò al roster di Raw mentre Kingston e Woods rimasero a SmackDown, segnando nuovamente la separazione involontaria dal New Day (gli scambi tuttavia sarebbero valsi solo dopo il 22 ottobre). Il 21 ottobre, a Crown Jewel, mantenne il titolo WWE contro Drew McIntyre. Il 21 novembre, alle Survivor Series, venne sconfitto dall'Universal Champion Roman Reigns. Il 1º gennaio, a Day 1, Big E perse la cintura WWE a favore di Brock Lesnar in un Fatal 5-Way match che comprendeva anche Bobby Lashley, Kevin Owens e Seth Rollins dopo 110 giorni di regno.

#### Il grave infortunio (2022-presente)
A gennaio del 2022, Big E ritorna nuovamente a SmackDown riunendosi con gli altri membri del New Day. Durante la puntata dello show blu dell'11 marzo, Big E si infortunò dopo che Ridge Holland gli esegui una overhead belly-to-belly suplex. Il lottatore subì la frattura delle vertebre C1 e C6, tenendolo lontano dal ring svolgendo il ruolo di opinionista nei pre-show dei premium live event.
Dopo più di due anni, durante la celebrazione del decimo anniversario della nascita del New Day, Big E tornò al fianco di Kingston e Woods. Big E si propose come manager dei due ex compagni, ma il duo si è scagliato contro Big E con l'accusa di averli abbandonati dopo il suo infortunio e lo hanno cacciato dalla stable.

## Personaggio

### Mosse finali
- Big Ending (Over the shoulder facebuster)

### Soprannomi
- "The Alpha Unicorn"
- "The Master of the Five Count"
- "Mr. Money in the Bank"

## Titoli e riconoscimenti
- Florida Championship Wrestling

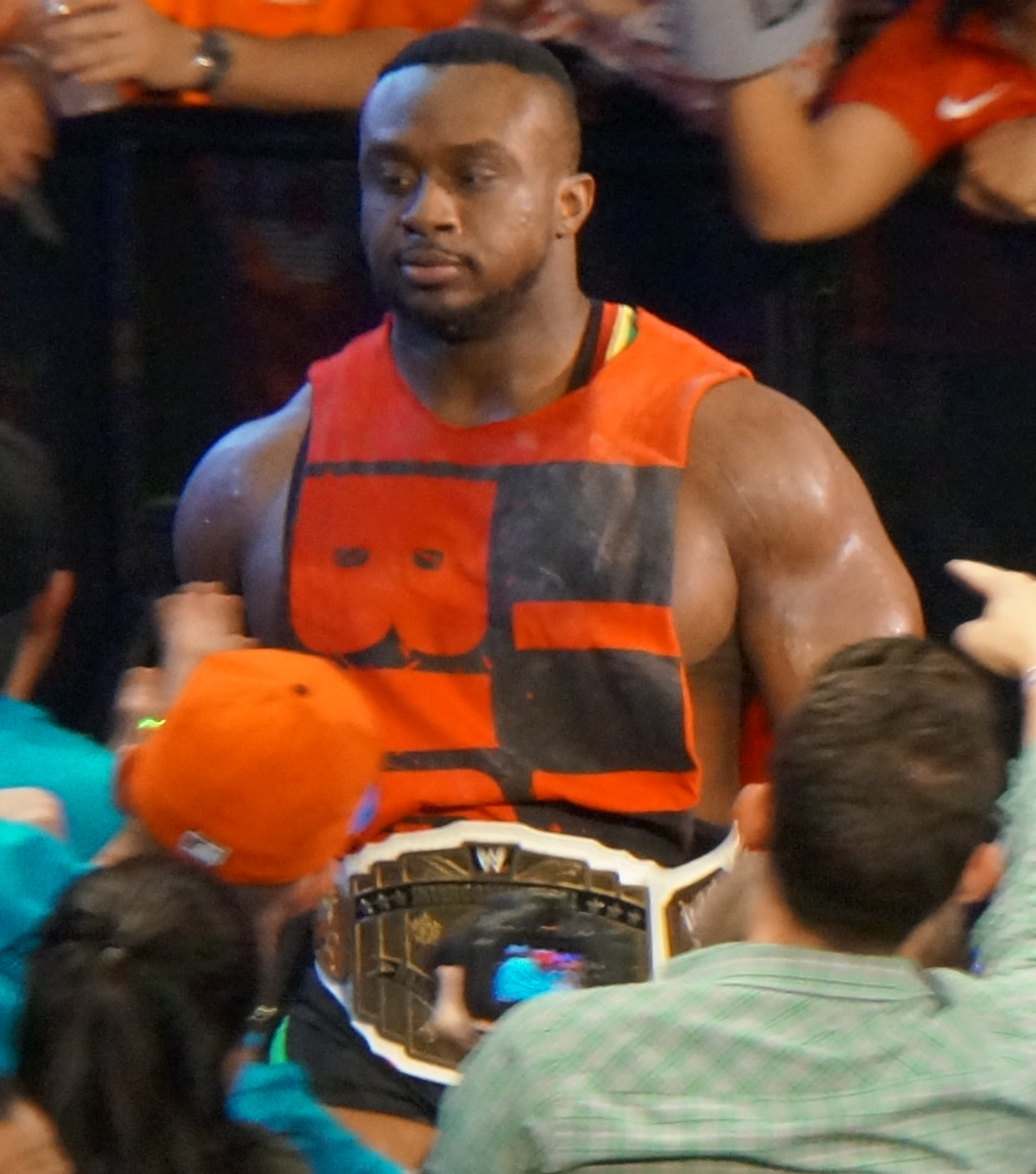
Big E con l'Intercontinental Championship, titolo che ha detenuto due volte

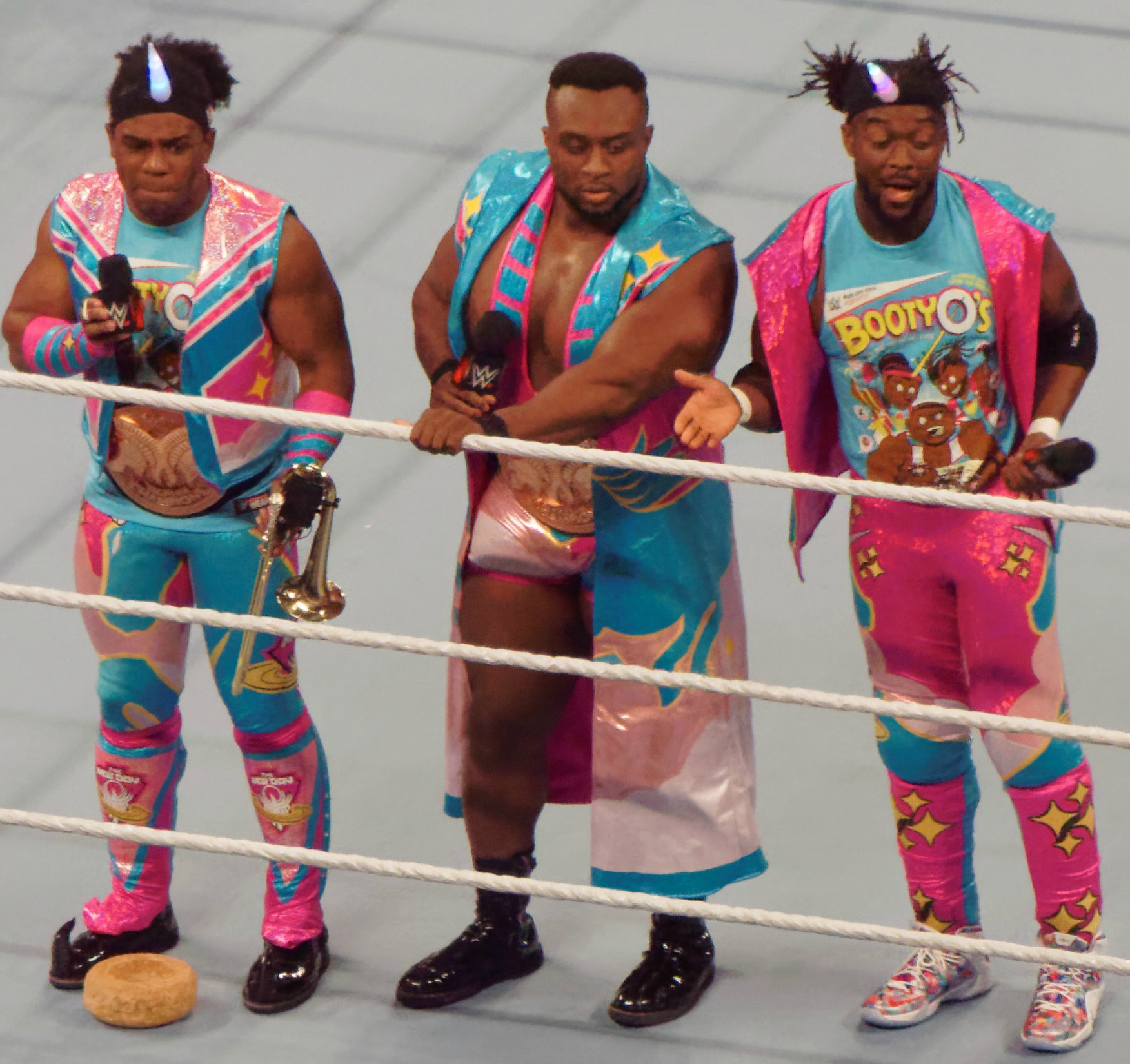
Big E insieme a Kofi Kingston e Xavier Woods con il Raw Tag Team Championship, titolo che ha vinto due volte

  - FCW Florida Tag Team Championship (1) – con Calvin Raines
- Pro Wrestling Illustrated
  - Tag Team of the Year (2015, 2016) - con Kofi Kingston e Xavier Woods
  - 13º tra i 500 migliori wrestler singoli nella PWI 500 (2021)
  - 8º tra i 50 migliori tag team nella PWI Tag Team 50 (2020) - con Kofi Kingston e Xavier Woods
- Rolling Stone
  - Second-Best Heels (2015) - con Kofi Kingston e Xavier Woods
  - WWE Wrestlers of the Year (2015)[110] - con Kofi Kingston e Xavier Woods
  - Comeback of the Year (2016) - con Kofi Kingston e Xavier Woods
  - Actual Match of the Year (2017) - New Day vs. Usos
- WWE
  - WWE SmackDown Tag Team Championship (6)[111] – con Kofi Kingston e Xavier Woods
  - WWE Raw Tag Team Championship (2)[112] – con Kofi Kingston e Xavier Woods
  - WWE Intercontinental Championship (2)
  - WWE Championship (1)
  - NXT Championship (1)
  - Money in the Bank (edizione 2021)
  - Triple Crown Champion
  - Slammy Award/Year–End Award (2)
    - Men's WWE Tag-Team of the Year (edizione 2019) - con Kofi Kingston e Xavier Woods
    - Ring Gear of the Year (edizione 2020) - con Kofi Kingston e Xavier Woods
- Wrestling Observer Newsletter
  - Best Gimmick (2015)[113] - New Day
  - Shad Gaspard/Jon Huber Memorial Award (2020)

## Filmografia
- In fuga da Undertaker, regia di Ben Simms (2021)